# Alurnus chapuisi
Alurnus chapuisi is een keversoort uit de familie bladkevers (Chrysomelidae). De wetenschappelijke naam van de soort werd in 1952 gepubliceerd door Uhmann & Jolivet.